# Amerikanische Abendsegler
Die Amerikanischen Abendsegler (Nycticeius) sind eine Gattung der Fledermäuse aus der Familie der Glattnasen (Vespertilionidae), welche in Nordamerika und auf Kuba beheimatet sind. 
Der Name der Gattung stammt aus dem Griechischen und bedeutet so viel wie „zur Nacht gehörend“.

## Beschreibung
Amerikanische Abendsegler haben eine Kopf-Rumpf-Länge von 45 bis 65 mm, eine Schwanzlänge von 36 bis 41 mm und eine Unterarmlänge von 34 bis 38 mm. Nycticeius humeralis wiegt zwischen 6 und 12 g. Die Fellfarbe ist braun, wobei das Fell am Bauch meist heller ist. Die Ohren und der Tragus sind runder als bei Vertretern der Gattung der Mausohren (Myotis). Amerikanische Abendsegler unterscheiden sich von den Gattungen Scoteanax und Scotorepens durch einen deutlich längeren statt breiteren Gaumen.

## Lebensweise
Amerikanische Abendsegler sind wie die meisten Fledermäuse nachtaktiv. Sie ernähren sich von Insekten, welche im Flug erbeutet werden, wobei wahrscheinlich kleine, relativ weiche Beutetiere bevorzugt werden. Zur Navigation und zum Finden der Beutetiere nutzen Amerikanische Abendsegler Echoortungsrufe, welche für den Menschen nicht hörbar sind. Tagsüber findet man Amerikanische Abendsegler in Baumspalten, unter loser Rinde, in Gebäuden und selten in Höhlen. Die Paarung findet wahrscheinlich im Spätsommer und Herbst statt, wobei die Weibchen die Spermien in der Gebärmutter bis zum Eisprung im Frühling lagern. 

## Arten und Verbreitung
Es sind drei Arten bekannt:
- Nycticeius aenobarbus (Temminck, 1840): Wird oft als Synonym für „Myotis albescens“ verwendet, unterscheidet sich jedoch deutlich sowohl als Art- als auch auf Gattungsniveau von dieser.[1] Die Art ist bisher nur durch ein Museumsexemplar bekannt, weswegen nichts über die Lebensweise, Verbreitung und Gefährdung bekannt ist.[2]
- Nycticeius cubanus (Gundlach, 1861): Wurde bis 1974 als eine Unterart von Nycticeius humeralis betrachtet. Die Art ist nur im Westen Kubas verbreitet und wird von der IUCN als potentiell gefährdet („near threatened“) eingestuft.[3]
- Nycticeius humeralis (Rafinesque, 1818): Ist im Osten der Vereinigten Staaten und Mexikos verbreitet und wird von der IUCN als ungefährdet eingestuft.[4]

Bis 1987 wurde angenommen, dass die in Afrika beheimatete Schlieffen-Fledermaus (Nycticeinops schlieffeni) sowie die in Australien vorkommenden Großen Breitnasenfledermäuse (Scoteanax rueppellii)  und Kleinen Breitnasenfledermäuse (Gattung Scotorepens) ebenfalls zu der Gattung Nycticeius gezählt wird. Die bis 1971 Nycticeius emarginatus genannte Art ist ein Synonym für Scotomanes ornatus.